# Grupo de controle
Um grupo de controle (ou grupo de controlo) científico permite o estudo experimental de uma variável por vez, e é parte vital do método científico. No desenho de experimentos, os tratamentos são aplicados a unidades experimentais em um grupo de tratamento. Num experimento controlado e comparativo, dois experimentos idênticos são conduzidos. Em um deles, com o grupo controle, o fator testado não é aplicado – recebem um tratamento padrão, um placebo ou nenhum tratamento. Em outro – o tratamento – o fator testado é aplicado. Pode haver mais de um grupo de tratamento, mais de um grupo de controle ou ambos.
Um grupo controle com placebo pode ser usado para apoiar um estudo duplo-cego, no qual alguns indivíduos recebem tratamento ineficaz (em estudos médicos geralmente uma pílula de açúcar) para minimizar as diferenças nas experiências de indivíduos nas diferentes grupos; isso é feito de forma a garantir que nenhum participante do experimento (cobaia ou experimentador) saiba a qual grupo cada sujeito pertence. Nesses casos, um terceiro grupo de controle sem tratamento pode ser usado para medir diretamente o efeito placebo, como a diferença entre as respostas de indivíduos tratados com placebo e indivíduos não tratados, talvez pareados por faixa etária ou outros fatores (como ser gêmeos). Por exemplo, ao testar um medicamento, é importante verificar cuidadosamente que os supostos efeitos da droga são produzidos somente pela droga. Médicos conseguem isso com um estudo de duplo-cego num ensaio clínico: dois grupos (estatisticamente) idênticos de pacientes são comparados, um deles recebe a droga e outro recebe um placebo. Nem os pacientes, nem os médicos sabem qual grupo recebe a droga real, que serve para evitar a tendenciosidade e isolar os efeitos de tal droga.
Para que as conclusões tiradas dos resultados de um experimento tenham validade, é essencial que os itens ou pacientes designados para os grupos de tratamento e controle sejam representativos da mesma população.  Em alguns experimentos, como muitos na agricultura ou psicologia, isso pode ser conseguido atribuindo aleatoriamente itens de uma população comum a um dos grupos de tratamento e controle. Em estudos com gêmeos envolvendo apenas um grupo de tratamento e um grupo controle, é estatisticamente eficiente fazer essa atribuição aleatória separadamente para cada par de gêmeos, de modo que um esteja no grupo de tratamento e outro no grupo controle.
Em alguns estudos médicos, onde pode ser antiético não tratar pacientes que apresentam sintomas, os controles podem receber um tratamento padrão, em vez de nenhum tratamento. Uma alternativa é selecionar controles de uma população mais ampla, desde que essa população esteja bem definida e que aqueles que apresentam sintomas na clínica sejam amostra representativa da população em geral.  Outro método para reduzir as preocupações éticas seria testar os sintomas de início precoce, com tempo suficiente para oferecer tratamentos reais aos indivíduos controle e informar aos sujeitos que os primeiros tratamentos são "experimentais" e podem não ser tão eficazes quanto os tratamentos posteriores, novamente com o entendimento de que haveria tempo suficiente para tentar outros remédios.    